# Collégiale Saint-Ermel de Vireux-Molhain
La collégiale Saint-Ermel de Vireux-Molhain  est une église de la commune de Vireux-Molhain et est dédiée à Saint-Ermel. 

## Histoire
Les vestiges les plus anciens de la collégiale Saint-Ermel  qui nous sont parvenus datent du VIIIe siècle. Il s'agit de la crypte en colonnes de pierre bleue de style préroman. Le fait que Pepin le Bref y ait été enterré n'est confirmé par aucun document connu. 
Fondée par Dame Ada, épouse de Wibert, comte de Poitiers, en 752 et donc existant depuis l’époque Carolingienne, elle est considérée comme la plus ancienne église romane de la Chrétienté. L'édifice fut longtemps un lieu de pèlerinage où l'on vénérait les reliques de Saint-Ermel, évêque missionnaire du pagus aduinnensis civitas leodiensis, qu'elle a conservées jusqu'en 1563.

« Monsieur Hubert de Charleville, correspondant du Ministère de l'instruction publique pour les travaux historiques vient de découvrir à Vireux-Molhain, arrondissement de Givet (Ardennes), un registre de l'ancien chapitre de Molhain qui paraît contenir des documents d'une assez grande importance. Il résulte de l'examen qu'a fait monsieur Hubert de ce registre,[...] qu'en 752 une dame illustre nommée Ada épouse de Vibert comte de Poitiers parent par sa femme de Pepin le Bref, fonda la collégiale qui existe encore aujourd'hui. Saint Ermel y fut vénéré comme patron secondaire à cause des reliques de ce saint que la dite dame Ada y avait apporté. Emme même dota cette église en lui cédant les biens patrimoniaux qu'elle possédait en ce lieu et dans les environs. Plus tard en 760, Pépin augmenta encore la dotation des chanoines de Molhain. »

— Bulletin de la Société de l'histoire de France, Imprimerie du Crapelet, 9, rue de Vaugirard, 1836, p. 119.
Du bâtiment initial ne subsiste cependant que la crypte. L'édifice actuel au-dessus de la crypte est du XVIIIe siècle.
L'édifice fait l’objet d’un classement au titre des monuments historiques depuis le 19 janvier 1964.

## Description
La structure actuelle et la décoration intérieure sont du XVIIIe siècle.

### Extérieur
La collégiale, de style roman, d'aspect massif, est en pierre de récupération en grande partie provenant du site gallo-romain du mont Vireux, avec des contreforts sur le côté et une couverture en schiste.

### Intérieur
Le mobilier religieux à l'intérieur de l'église confère à cet édifice un grand intérêt. La décoration en stuc du plafond de la nef et des voutes du transept et du chœur présente moins d'intérêt.
Le buste de Saint-Ermel domine la voûte.
Dans les bras du transept se trouvent de nombreuses dalles et lames funéraires, pour la plupart dressées contre les parois et les murs depuis 1917. Certaines ont pu être identifiées, notamment celles d'Alard IV de Chimay, compagnon de Philippe-Auguste à Bouvines (1220), et d'Evrars de Rayves seigneur de Haybes (1404).
Dans le bras sud du transept, une Mise au tombeau est également installée,  Classé MH (1964), constituant un groupe remarquable de statues, en bois polychromes (Le Christ, la Vierge, Joseph d'Arimathie, les saintes femmes) rappelant l'art liégeois du XVe siècle.
Le retable du maître-autel comporte un bas-relief en bois du XVIIe siècle,  Classé MH (1964), sur le thème de l'Assomption. À noter également les stalles des chanoines dans le chœur. Plusieurs tableaux du XIXe siècle et des statues en bois polychromes des XVe et XVIe siècles constituent des pièces remarquables : deux Vierges à l'enfant du XVe siècle, saint Michel terrassant le dragon (bois peint du XVIe siècle, saint Roch (bois peint du XVIe siècle), sainte Anne avec la Vierge Marie et l'Enfant Jésus, etc. Un lé ou pièce de cuir de Cordoue orné de médaillons polylobés ou circulaires, d'arabesques et de rinceaux végétaux est aussi  Classé MH (1964).

### Crypte
La crypte serait de la fondation initiale, du VIIIe siècle,  Classé MH (1964). Elle est située sous le chœur, en forme de T, avec quatre voutes d'arêtes portées au centre par deux colonnes.